# Afrephialtes gibberosus
Afrephialtes gibberosus är en stekelart som beskrevs av Gupta och Tikar 1976. Afrephialtes gibberosus ingår i släktet Afrephialtes och familjen brokparasitsteklar. Inga underarter finns listade i Catalogue of Life.